# Karine Tuil
Pour les articles homonymes, voir Tuil.
Œuvres principales
- L'Invention de nos vies (2013)
- L'Insouciance (2016)
- Les Choses humaines (2019)

Karine Tuil, née le 3 mai 1972 à Paris, est une romancière française. Ses livres ont pour thème les contradictions des individus et les hypocrisies de la vie contemporaine, en proposant une analyse sans complaisance de la société.

## Biographie
Elle naît à Paris d'un père d'origine juive tunisienne.
Elle vit à Paris avec son compagnon et leurs trois enfants.
Après son baccalauréat, elle entreprend des études de droit, obtient un DEA (Droit de la communication) à l'Université de Paris-II (Panthéon-Assas). Elle exerce la profession de juriste et prépare une thèse qu'elle ne soutient pas. Elle décide alors de se consacrer à l'écriture.

### Premiers romans
Les thèmes en sont la mélancolie, la crise existentielle, l'humour et le rapport au judaïsme, souvent abordés à la première personne du singulier.
Son premier roman publié, Pour le Pire, est remarqué par Jean-Marie Rouart. Il est édité en septembre 2000 aux éditions Plon qui inaugurent une collection « Jeunes auteurs ». Il relate la lente décomposition d'un couple.
Son second roman publié, Interdit, (Plon 2001) — récit burlesque de la crise identitaire d'un vieux juif — connaît un succès critique et public. Sélectionné pour plusieurs prix dont le prix Goncourt, Interdit obtient le prix Wizo. Il est traduit en plusieurs langues et adapté au théâtre par Salomé Lelouch en 2014 sous le titre Le mariage de Mr Wessmann,.
Le sens de l'ironie et de la tragi-comédie, l'humour juif se retrouvent encore dans Du sexe féminin en 2002 - une comédie acerbe sur les relations mère-fille, ce troisième roman concluant sa trilogie sur la famille juive.

### Les «romans sociaux» chez Grasset
En 2003, elle rejoint les éditions Grasset où elle publie son quatrième roman Tout sur mon frère qui explore les effets pervers de l'autofiction (nommé pour les prix des libraires et finaliste du prix France-Télévision).
En 2005, elle publie Quand j'étais drôle qui raconte les déboires d'un comique français à New York.
En 2007 paraît Douce France, un roman social qui évoque le fonctionnement des centres de rétention administrative.
En 2008, sort son septième roman, La Domination, pour lequel elle reçoit la Bourse Stendhal du ministère des Affaires étrangères. Il évoque les jeux de pouvoir dans le milieu de l'édition à travers les prismes de l'identité. Il a fait partie des premières sélections du prix Goncourt, prix Goncourt des lycéens et du prix de Flore.

### Le tournant des années 2010
Comme le remarque Éric Loret dans Le Monde des livres, elle expérimente à partir de 2010 une tonalité plus sociale et critique, « questionnant la place de l’individu, qu’il soit artiste lunaire ou citoyen minoritaire ».
En 2010, son roman Six mois, six jours fait partie de la première et deuxième sélection du prix Goncourt 2010, de la première sélection du prix Interallié et du prix Goncourt des lycéens. Il a obtenu en 2011, le prix littéraire du Roman News.
Son neuvième roman intitulé L'Invention de nos vies,, paraît en septembre 2013 à l'occasion de la rentrée littéraire aux éditions Grasset. Le roman se penche sur « l'histoire d'un jeune homme d'origine arabe, Samir, qui, pour réussir sa carrière d'avocat d'affaires à New York, a « emprunté » une partie de l'identité de son meilleur ami d'enfance, un Juif nommé Samuel ». Il figure dans plusieurs sélections de prix littéraires parmi lesquels le prix Fémina, l'Interallié, le prix Goncourt, Goncourt des lycéens, le prix des libraires. Il est finaliste du prix Goncourt. L'invention de nos vies est traduit dans plusieurs pays parmi lesquels le Royaume-Uni, les États-Unis (sous le titre The age of reinvention,), le Canada, l'Italie,, la Chine, la Grèce, les Pays-Bas et l'Allemagne.
Son roman L'Insouciance est publié en 2016. À l'occasion de la publication de ce dixième roman, le journal Le Monde en 2016 mentionne, sur l'ensemble de ses ouvrages : « Quelques thèmes sautent aux yeux. Par exemple la judéité des personnages. Et ce qui en découle : le père, la loi, l’humour kafkaïen — L’Insouciance met d’ailleurs en scène la Lettre au père de l’auteur pragois. » Le roman obtient le Prix Landerneau des lecteurs. L'ouvrage est bien accueilli par la critique,.
Les Choses humaines est publié le 22 août 2019 aux éditions Gallimard. Consacré à une affaire de viol, l'auteure y évoque aussi des thèmes tels que l'ascenseur social et les rapports de domination. Présent dans plusieurs sélections pour les prix littéraires d'automne, dont le prix Goncourt et le prix Femina, il est en définitive le lauréat du prix Interallié et du prix Goncourt des lycéens cette même année 2019,.
La Guerre par d'autres moyens (2025) prétend explorer les vies croisées de personnalités françaises fictives, dont un ancien président de la république (entre Sarkozy et Hollande), deux actrices, un réalisateur, et leurs familles, pour mieux (d)énoncer l'hypocrisie de tels groupes sociaux,.

## Œuvres
- 2000 : Pour le pire (Éditions Plon, Pocket 11352)  (ISBN 2-259-19294-7)
- 2001 : Interdit (Éditions Plon, Pocket 11613, Grasset 2010, Le Livre de poche)  (ISBN 2-259-19520-2)
- 2002 : Du sexe féminin (Éditions Plon, Pocket 11941, Le Livre de poche)  (ISBN 2-259-19708-6)
- 2003 : Tout sur mon frère (Éditions Grasset, Le Livre de poche 30276)  (ISBN 2-246-65401-7)
- 2005 : Quand j'étais drôle (Éditions Grasset, Le Livre de poche)  (ISBN 2-246-65411-4)
- 2007 : Douce France (Éditions Grasset, Le Livre de poche)  (ISBN 2246709911)
- 2008 : La Domination (Éditions Grasset, Le Livre de poche)  (ISBN 2246739217)
- 2010 : Six mois, six jours (Éditions Grasset, Le Livre de poche)  (ISBN 978-2246758310)
- 2013 : L'Invention de nos vies (Éditions Grasset, Le Livre de poche)  (ISBN 978-2-246-80752-0)
- 2016 : L’Insouciance[6] (Éditions Gallimard)  (ISBN 978-2-070-14619-2)
- 2019 : Les Choses humaines (Éditions Gallimard)  (ISBN 978-2-07-272933-1)
- 2022 : La Décision (Éditions Gallimard)  (ISBN 978-2-0-7294354-6)
- 2023 : Kaddish pour un amour (Éditions Gallimard)  (ISBN 978-2-07-300035-4)
- 2025 : La Guerre par d’autres moyens (Éditions Gallimard), 384 p.  (ISBN 978-2-07-307276-4)

### Participation
- 2017 : Collectif, Qu'est-ce que la gauche ?, Fayard

## Adaptation de son œuvre

### Au théâtre
- 2014 - 2015 : Le Mariage de Mr Weissmann, d'après l'ouvrage Interdit, adaptation de Salomé Lelouch[4],[5], théâtre La Bruyère[26] d'octobre 2014 à juin 2015 ; festival d'Avignon en juillet 2015.

### Au cinéma
- 2021 : Les Choses humaines, d'après l'ouvrage Les Choses humaines, adaptation de Yvan Attal

## Prix et distinctions
- 2022  Chevalière de la Légion d'honneur[27]
- Prix du Roman News 2011 pour Six mois, six jours[7]
- Les Lauriers Verts 2013, catégorie Roman, pour L'Invention de nos vies[28].
- Le 23 avril 2014, Karine Tuil reçoit les insignes de chevalier de l'ordre des arts et des lettres, décoration remise par Aurélie Filippetti, ministre de la Culture et de la Communication[29].
- L'Insouciance est sélectionné en 2016 pour le prix Goncourt, le grand prix de l'Académie française et l'Interallié et reçoit le Prix Landerneau des lecteurs le 5 octobre 2016[30].
- Officière de l'ordre des Arts et des Lettres le 23 mars 2017. Audrey Azoulay, ministre de la Culture et de la Communication lui décerne le grade d'officier de l'ordre des Arts et des Lettres[31].
- Le 13 novembre 2019, son roman Les Choses humaines reçoit le Prix Interallié[32]. Le lendemain, le roman reçoit le Prix Goncourt des lycéens[23].